# Friedrich Drese
Friedrich Drese (* 22. Dezember 1960 in Deutzen, Sachsen) ist ein deutscher Orgelbauer und Organist.

## Leben
Friedrich Drese erlernte in Dresden den Beruf des Orgelbauers. Nach mehreren Jahren in der Berufspraxis studierte er an der Hochschule für Kirchenmusik Dresden. Von 1990 bis 1997 war er Kirchenmusiker in Röbel/Müritz. Seit 1997 leitet er das Orgelmuseum Malchow. Die Evangelisch-Lutherische Landeskirche Mecklenburgs ernannte ihn 2009 zum Orgelsachverständigen; seit der Fusion 2012 zur Evangelisch-Lutherischen Kirche in Norddeutschland ist er für deren Kirchenkreis Mecklenburg zuständig. Zu seinen ständigen Arbeiten gehört die Inventarisierung aller Orgeln in Mecklenburg. So identifizierte er 2012 das Orgelpositiv in der Dorfkirche Ruchow als Werk von Joachim Richborn. Er projektierte und begleitete die Restaurierung der Orgel. Aufgestellt hatte sie 1796 der Orgelbaumeister Heinrich Schmidt, ein Sohn des Orgelbauers Paul Schmidt im Kloster Dobbertin. Drese erhielt 2005 die Heinrich-Schliemann-Medaille.

## Publikationen
- Die Entwicklung der Orgel. Der mecklenburgische Orgelbau. Museumskatalog, Malchow 2007.
- Arp Schnitger und seine Schüler in Mecklenburg. Begleitheft zur Sonderausstellung. Malchow 2009.
- Der Orgelbauer Friedrich Hermann Lütkemüller und sein Schaffen in Mecklenburg. Malchow 2010.
- 50 Jahre Mecklenburger Orgelbau Plau. Malchow 2016.